# قانشاربلاغ
قانشاربلاغ، روستایی از توابع بخش کوهین شهرستان قزوین در استان قزوین ایران است.
درحال حاضر بیش از سی خانوار جمعیت دارد. این روستا در گذشته دارای مسجد و مدرسه و آسیاب برقی بوده است. صفر خان و ابراهیم خان و رضا خان و هادی خان غیاثوند و احمدعلی خان بهشتی زاده که همگی خان این روستا بوده و از اهالی بنام این روستا هستن همچنین کدخدا شیخ علی شمسینی غیاثوند از بزرگان این دیار و از معتمدین بزرگ این روستا و روستاهای دور و نزدیک بوده است. ساکنین این روستا دست کم چهارصد الی پانصد سال ساکن این روستا بوده اند و قدمت دارند و گذشتگان خود را در این روستا به خاطر می آورند.
محدثه درویشوند در این روستا ساکن است. وی یکی از شاعران به نام این دیار است.

## جمعیت
این روستا در دهستان ایلات قاقازان غربی قرار دارد و در سال ۱۳۹۲ پنج خانوار ساکن و پانزده خانوار فصلی جمعیت آن را تشکیل داده‌اند.

## زبان محلی
عموماً ساکنان این روستا به زبان‌های لکی و فارسی صحبت می‌کنند.
فامیلی های غیاثوند-غیاثوند محمدخانی-شمسینی غیاثوند و یعقوبخانی در این روستا ساکن هستن